# DeVaughn Akoon-Purcell
DeVaughn Akoon-Purcell (ur. 5 czerwca 1993 w Orlando) – amerykański koszykarz, posiadający także tobagijskie obywatelstwo, występujący na pozycjach rzucającego obrońcy lub niskiego skrzydłowego, od 2022 zawodnik Lokomotiwu Kubań.
16 grudnia 2018 został zwolniony przez Denver Nuggets. 19 grudnia dołączył do izraelskiego Hapoelu Tel Awiw.
30 września 2019 dołączył do obozu szkoleniowego Oklahoma City Thunder. 17 października opuścił klub.
2 września 2020 zawarł po raz kolejny w karierze umowę z duńskim Bakken Bears, tym razem na miesiąc. W klubie nie rozegrał żadnego spotkania. 29 września podpisał kontrakt z tureckim Tofasem Bursa.

## Osiągnięcia
Stan na 10 czerwca 2023, na podstawie, o ile nie zaznaczono inaczej.

### NJCAA
- Wybrany do:
  - I składu All-Oklahoma Collegiate Athletic Conference (2014)
  - składu:
    - honorable mention National Junior College Athletic Association Division I All-America (2014)
    - All-Region II (2014)

### NCAA
- Najlepszy nowo-przybyły konferencji MVC (2015)
- Zaliczony do:
  - I składu:
    - najlepszych nowo-przybyłych zawodników MVC (2015)
    - turnieju Paradise Jam (2015)

  - II składu All-MVC (2016)

### Drużynowe
- Mistrz Danii (2017, 2018)
- Wicemistrz Rosji/VTB (2023)
- 3. miejsce w lidze tureckiej (2022)

### Indywidualne
- MVP:
  - FIBA Europe Cup (2018)[9]
  - ligi duńskiej (2017)
  - finałów ligi duńskiej (2017)
- Najlepszy zawodnik FIBA Europe Cup, występujący na pozycji obronnej (2018)[9]
- Zaliczony do II składu Ligi Mistrzów (2022)
- Lider strzelców ligi duńskiej (2017)